# Nemeritis flexicauda
Nemeritis flexicauda là một loài tò vò trong họ Ichneumonidae.